# Cosalite
La cosalite è un minerale, un solfuro di piombo e bismuto.
Il nome deriva dalla miniera di Cosalá, in Messico.
Descritto per la prima volta nel 1868.

## Abito cristallino
Prismi allungati, striati longitudinalmente, a volte riuniti in aggregati piumosi.

## Origine e giacitura
La genesi è idrotermale di moderata temperatura. Ha paragenesi con oro nativo e la bismutinite nelle vene aurifere, tuttavia il minerale si associa anche ad altri solfuri tra cui i solfuri di rame e di cobalto. Il minerale si può trovare anche nelle pegmatiti.

## Forma in cui si presenta in natura
Si presenta in aggregati raggiati, fibrosi e massivi.

## Caratteristiche chimico-fisiche

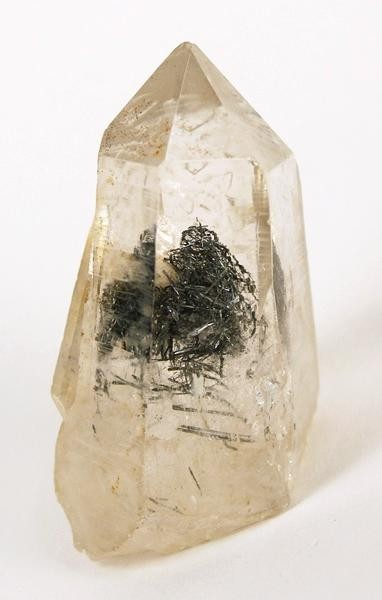
Cristalli di cosalite entro un cristallo di quarzo

Il minerale è solubile in acido nitrico.
Peso molecolare: 992, 69 grammomolecole.
Composizione chimica:
- Bismuto: 42,10%
- Piombo: 41,75%
- Zolfo: 16,15%

Indice fermioni: 0,09
Indice bosoni: 0,91
Indice di fotoelettricità:
- PE: 1597,07 barn/elettroni
- ρ densità elettroni: 9406,17 barn/cc

GRapi: 0 (non radioattivo)

## Località di ritrovamento
- In Europa: nella miniera Bjelke presso Nordmark (Svezia); Ocna de Fier[3] e Băița, (Romania);
  - In Italia: in cristalli singoli ed allungati simili ad aghi e sotto forma di piccoli ammassi nelle geodi del quarzo della miniera dell'Alfenza, nel comune di Crodo, nella provincia del Verbano-Cusio-Ossola; nel ghiacciaio del Forno, presso il Maloja e negli scavi per la realizzazione della galleria del Sempione;[3]
- Resto del mondo: nelle pegmatiti di Amparindravato (Madagascar); a Cosalá e Sinaloa associata a cobaltite e quarzo (Messico); nelle miniere di Yankee Girl e di Genesee nella regione di Red Mountain nel Colorado (USA); nelle miniere Ireland Mountain e Cariboo Gold Quartz nella Columbia Britannica associata ad oro nativo ed a Cobalt associata a smaltite e cobaltite (Canada)[3] e a Kingsgate (Australia).

## Utilizzi
È un minerale utile per l'estrazione di bismuto.